# Беранче
Беранче (на македонска литературна норма: Беранче) е мъжко народно хоро от Северна Македония, най-често играно в Битолско. Играе се с държане на китките на ръцете, които са леко свити в лактите. Ритъмът му е 18/16 (2, 2, 3, 2, 2, 2, 2, 3). Танцът се отличава с високи балансирания в бавната част и с подскоци и остри движения в бързата и е типично борбено мъжко хоро. Във втората част се играе и по двойки, като левият танцьор ръце за ръце повдига десния високо над себе.